# Раякоски ГЭС
Раякоски ГЭС — гидроэлектростанция в Мурманской области России. Расположена на реке Паз, входит в Каскад Пазских ГЭС. Все ГЭС Каскада работают в автоматическом режиме. Управление станциями осуществляется с диспетчерского пульта, смонтированного на Раякоски ГЭС. Через Пазский каскад осуществляется экспорт электроэнергии в Финляндию и Норвегию.

## История
ГЭС введена в эксплуатацию 25 мая 1956 года. Первый гидроагрегат пущен 10 августа 1955. Является низконапорной русловой ГЭС.
Состав сооружений ГЭС:
- насыпная плотина длиной 30 м и наибольшей высотой 22 м;
- водосбросная бетонная плотина длиной 37 м;
- глухая бетонная плотина длиной 424 м и наибольшей высотой 21 м;
- здание ГЭС руслового типа.

Мощность ГЭС — 43,2 МВт, среднегодовая выработка — 228 млн кВт·ч. В здании ГЭС установлено 3 поворотно-лопастных гидроагрегата мощностью по 14,4 МВт, работающих при расчётном напоре 20,5 м.
Водохранилище ГЭС осуществляет суточное регулирование стока.
ГЭС спроектирована и построена финской фирмой «Иматран Войма» по контракту с СССР.
За время эксплуатации оборудование Каскада Пазских ГЭС неоднократно обновлялось. Введены в эксплуатацию бесщеточные системы возбуждения гидроагрегатов, отвечающие современным требованиям по быстродействию, надежности и прочности работы ГЭС; внедрены системы АИИС КУЭ и СОТИ АССО, что дало возможность точно и оперативно получать параметры работы оборудования, контролировать выработку электроэнергии и оптимизировать режимы загрузки ГЭС; ГЭС оснащена системами постоянного контроля биения вала гидроагрегатов, что повысило надежность эксплуатации оборудования; установлены автономные источники питания. 